# Hyundai Starex
O Starex é um Cargo van produzido pela Hyundai Motor Company, desde 1997. Substituiu o H100.

## 1ª geração

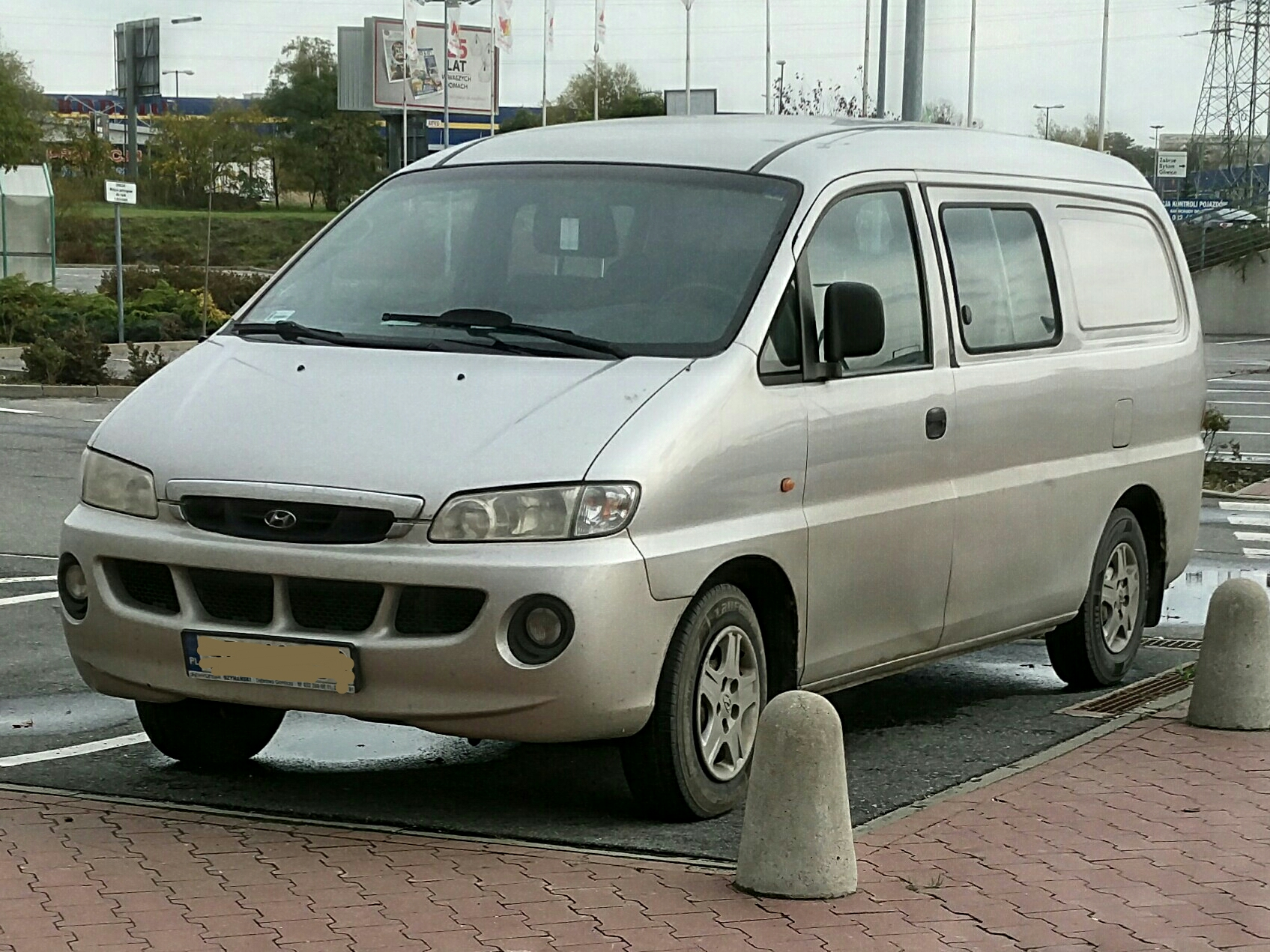
Primeira geração (frente)

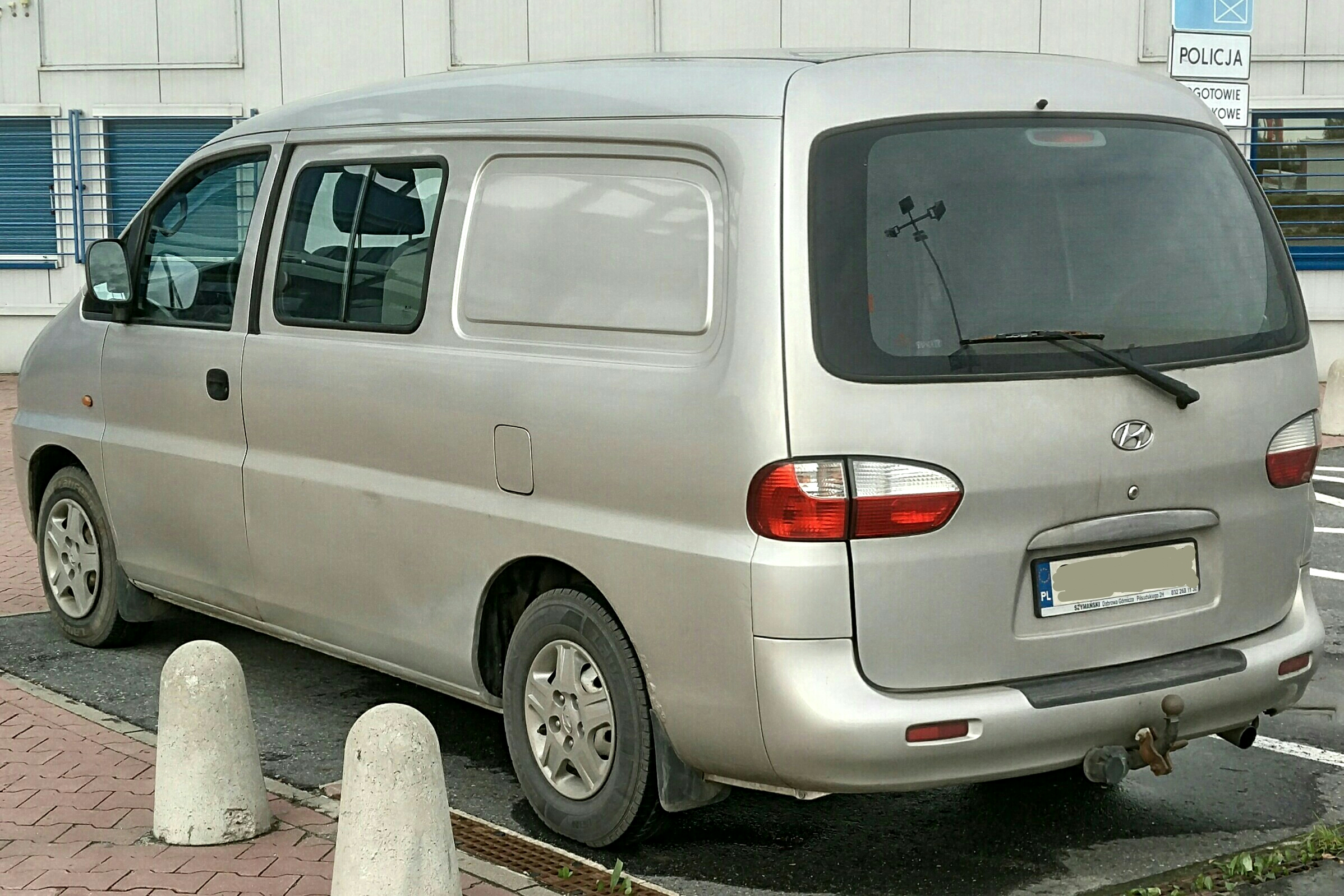
Primeira geração (traseira)

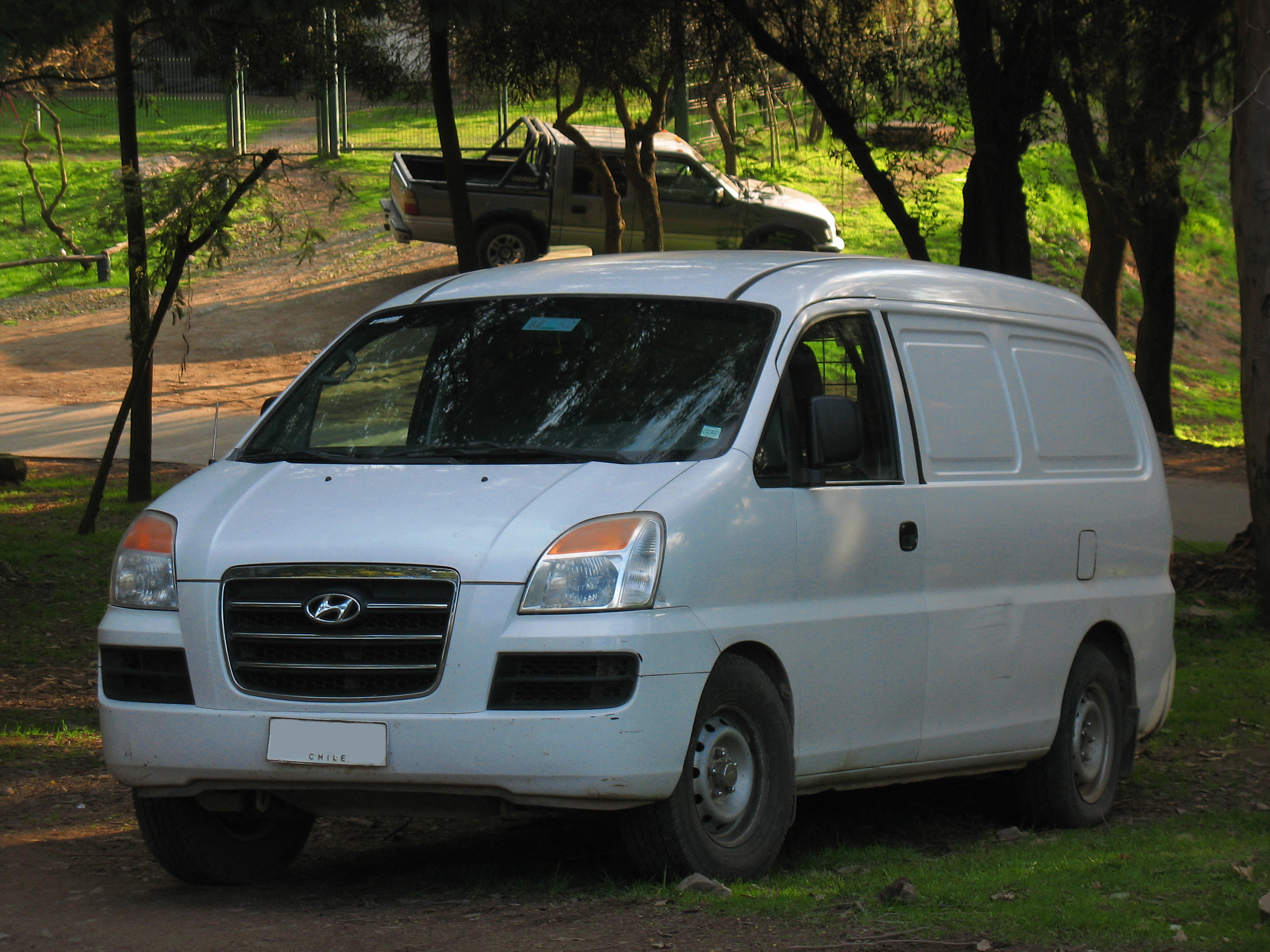
Primeira geração (facelift)

## 2ª geração

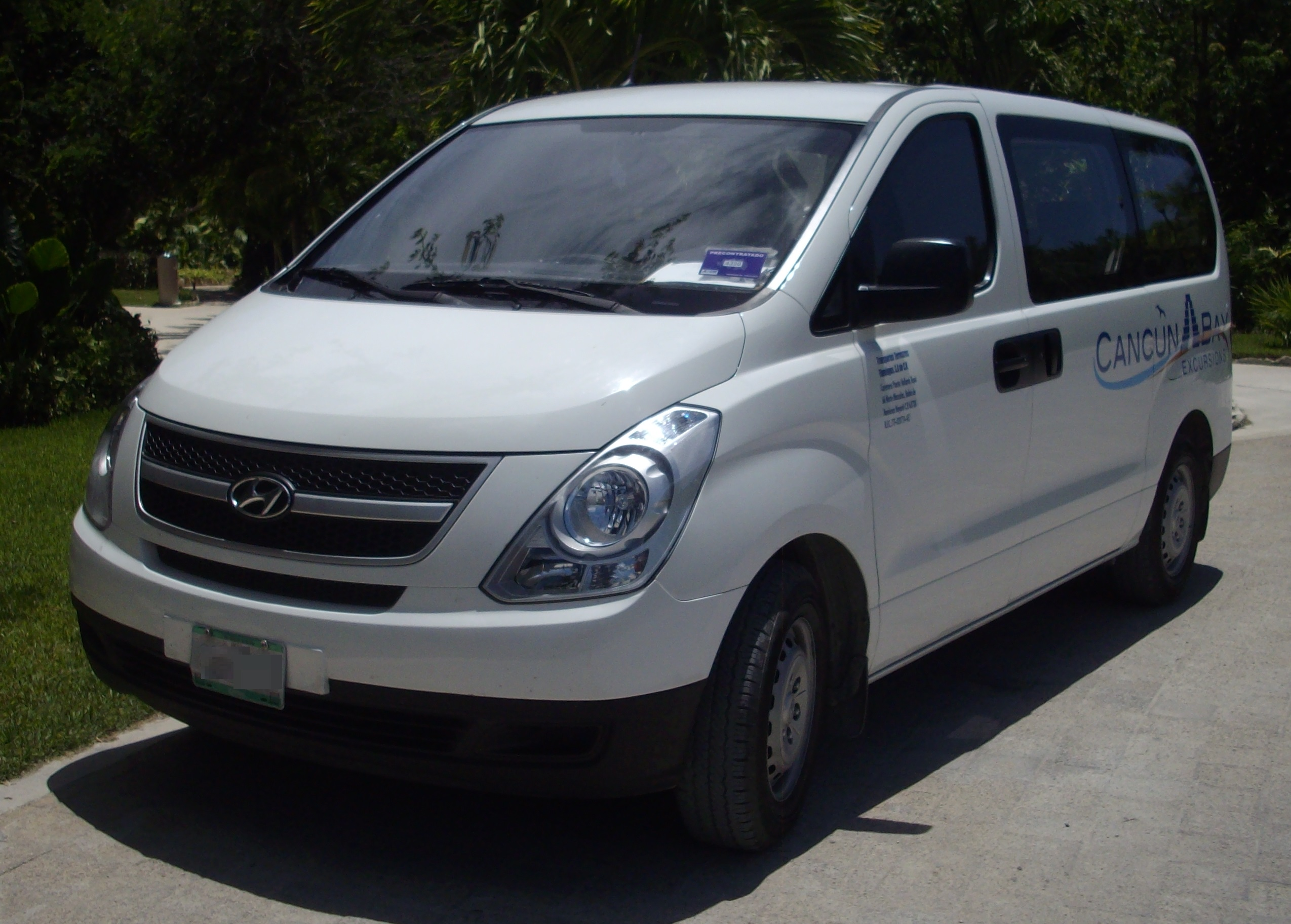
Segunda geração (frente)

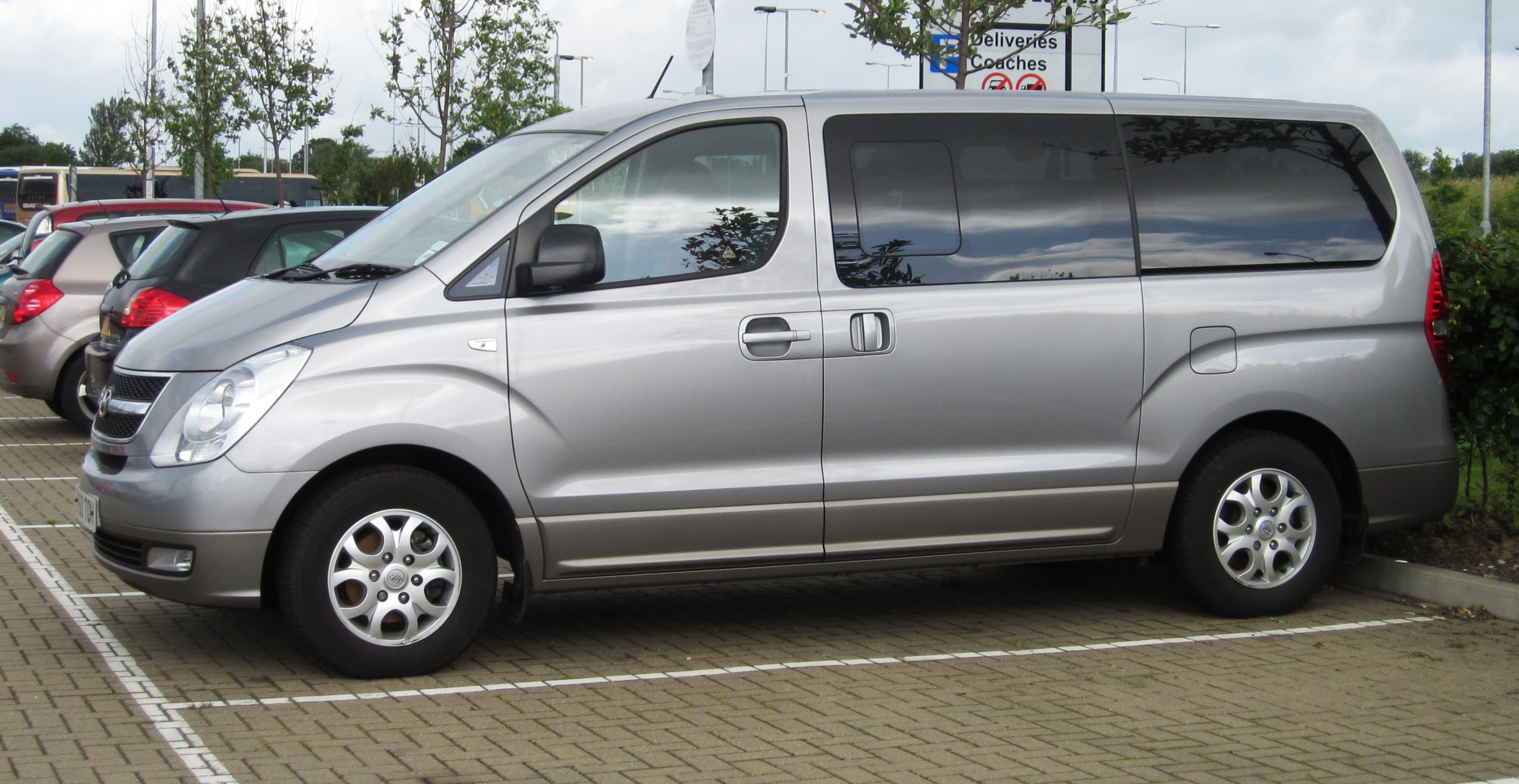
Segunda geração (lateral)

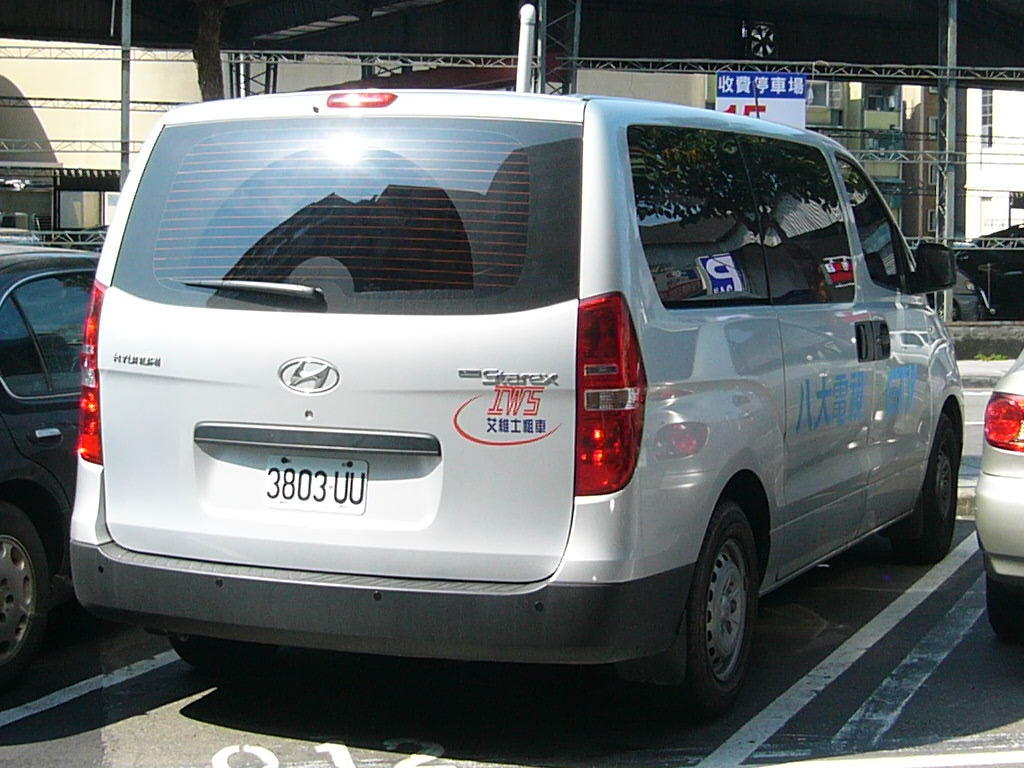
Segunda geração (traseira)